# Lugny-Bourbonnais
Lugny-Bourbonnais là một xã thuộc tỉnh Cher trong vùng Centre-Val de Loire miền trung Pháp.

## Dân số
| 1962                                | 1968 | 1975 | 1982 | 1990 | 1999 | 2006 |
| ----------------------------------- | ---- | ---- | ---- | ---- | ---- | ---- |
| 34                                  | 45   | 35   | 35   | 33   | 27   | 32   |
| Từ năm 1962 Dân số không tính trùng |      |      |      |      |      |      |